# Paz de Lübeck

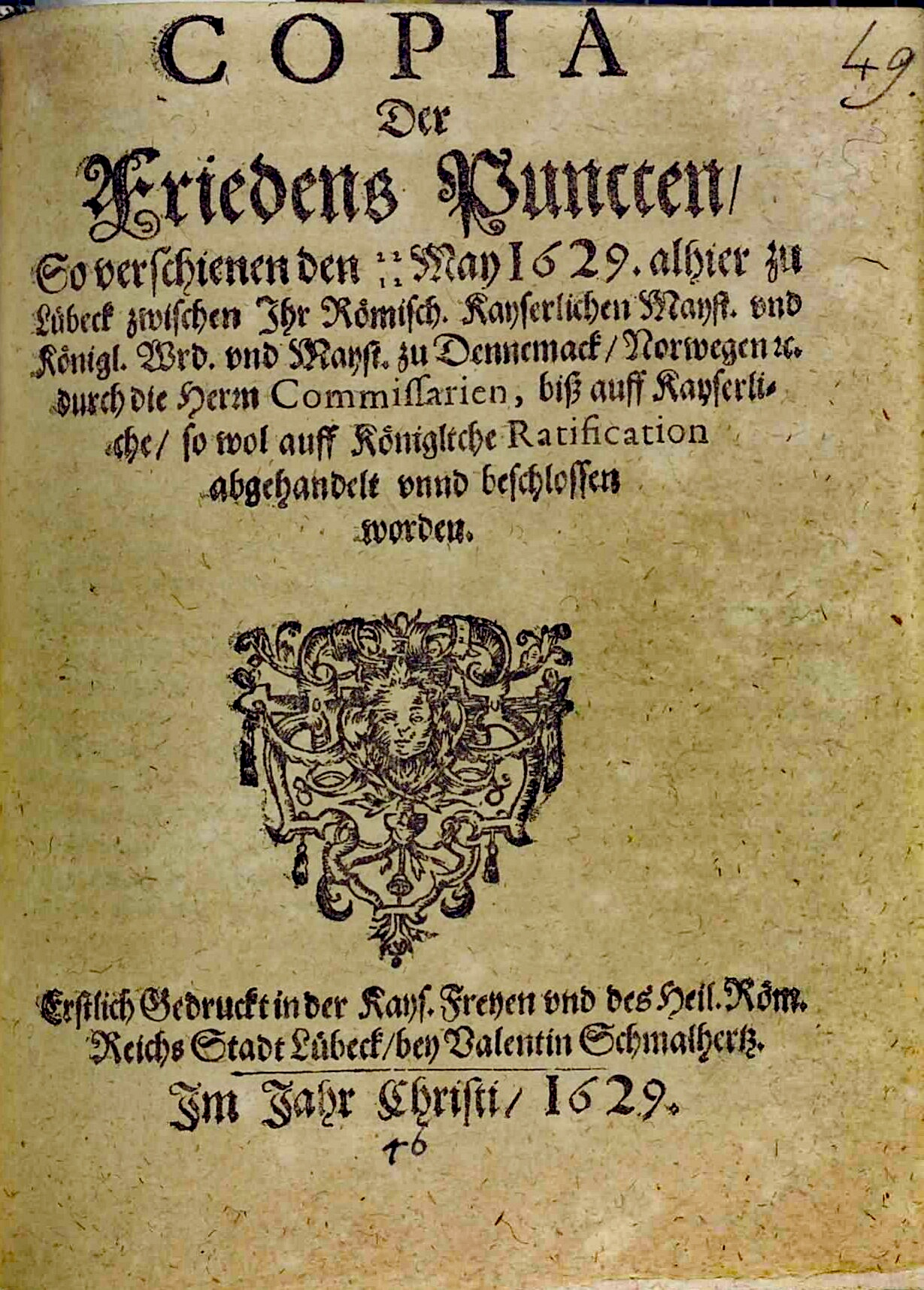
Copia de un impreso con el contenido de la Paz de Lübeck.

La Paz de Lübeck fue el tratado de paz firmado en Lübeck entre el Sacro Imperio Romano Germánico y Dinamarca el 22 de mayo de 1629 en el transcurso de la Guerra de los Treinta Años. La paz fue firmada por el rey de Dinamarca Cristián IV y por el emperador del Sacro Imperio Romano Germánico Fernando II de Habsburgo, tras la invasión de Dinamarca por los ejércitos católicos bajo el mando del condotiero Albrecht von Wallenstein. Puso fin a la participación danesa en la Guerra de los Treinta Años.

## Participación danesa en la Guerra de los Treinta Años
La subida de los católicos al norte de Alemania desde 1623 obligó a Cristián IV, por razones puramente políticas, a intervenir directamente en la Guerra de los Treinta Años; sin embargo, permanece alejado cierto tiempo, pero las solicitudes apremiantes de las potencias occidentales y sobre todo su temor de ver que Gustavo II Adolfo de Suecia lo suplantara como líder de la causa, lo llevaron a entrar en la guerra contra el Sacro Imperio Romano Germánico y la Liga Católica, sin ninguna garantía de apoyo por parte de otras potencias.
El 9 de mayo de 1625, Cristián IV sale de Dinamarca para dirigirse al frente de batalla junto con una dotación de entre 19000 a 25000 hombres, con los cuales logra ganar algunas batallas. Pero, el 27 de agosto de 1626, es desviado por el Conde de Tilly a Lutter-am-Barenberge. Durante el verano de 1627, este y Albrecht von Wallenstein destruyen y queman todo a su paso, ocupando los ducados y la península de Jutlandia. Como medida de emergencia, el 1 de enero de 1628, Cristián forma una alianza con los suecos, por medio de la cual Gustavo II Adolfo de Suecia debe prestar auxilio a Dinamarca. Poco después, un ejército y una poderosa flota sueco-danesa obligan a Wallenstein a levantar el asedio sobre Stralsund. Así, gracias a este contraataque, Dinamarca evita la invasión. Cristián puede entonces concluir con el emperador la Paz de Lübeck en mayo de 1629 sin ninguna disminución de su territorio.

## Condiciones de la paz
El tratado de paz contenía cinco condiciones:
- El rey de Dinamarca no intervendría en los asuntos del Imperio fuera de los que le concernía como duque de Holstein, duque de Schleswig y príncipe del Imperio. Las querellas futuras debían ser arregladas por medio de negociaciones o ser zanjadas con la ayuda de un juez.
- Las dos partes renunciaban a las pérdidas e intereses y nadie al interior del Imperio estaría habilitado para presentar tales demandas. El rey de Dinamarca recibiría sin pagar rescate alguno las tierras ocupadas en Dinamarca y los ducados y principados del norte de Alemania que le pertenecían. Las tropas imperiales debían retirarse de tales territorios de forma inmediata.
- Los prisioneros de ambos bandos debían ser liberados inmediatamente.
- Las coronas de España y Polonia, la Casa de Austria en su conjunto, los príncipes del Imperio y los otros Estados del Imperio, así como las coronas de Inglaterra, Francia, Suecia y los Estados Generales de las Provincias Unidas debían ser participadas de este tratado.
- Las diferentes islas del mar Báltico y del mar del Norte debían ser devueltas al príncipe de Holstein-Gottorf y las tropas debían abandonar las islas.

Este tratado marcó el declive de Dinamarca, forzándola a una neutralidad en una gran parte de Europa.